# Титан II
Титан ІІ (на английски: LGM-25C Titan II) е американска течногоривна двустепенна ракета-носител, част от семейството Титан. Използвани са като стратегически междуконтинентални балистични ракети и като носител в програмата на НАСА Джемини, под името Титан GLV (на английски: Gemini Launch Vehicle, съкр. GLV).

## Титан ІІ
Титан ІІ е междуконтинентална балистична ракета с радиус на действие 15 000 км, произведена от Мартин за USAF.

### Предназначение
Разработката на тази балистична ракета стартира в края на 50-те години на 20 век. Тя е дълбока модификация на ракетата Титан I. Новата ракета е представена от компанията – производител през юни 1960 г. Първия изпитателен старт на ракетата е през декември 1961 г. Първия старт с бойна глава е на 12 март 1962 г. Титан ІІ е рекордьор сред американските междуконтинентални балистични ракети по мощ на бойната глава – 9 МТ. Ракетата е базирана в шахти. Това е най-надеждната от всички течногоривни ракети с такова базиране. Постъпва на въоръжение 1963 г. и е активна до 1987 г. За този период са изстреляни 106 ракети (по учебни цели). Успешните стартове са 101. Тази версия претърпява няколко модификации, от които последната лети на 18 октомври 2003 г.

### Оператор
Оператор на ракетата е Стратегическото въздушно командване на САЩ. Обикновено денонощното бойно дежурство се носи от 18 ракети Титан ІІ базирани в Аризона, Арканзас и Канзас. В авиобазата Ванденберг, Калифорния се намират 9 учебно – бойни ракети. През годините количеството на ракетите с термоядрена бойна глава варира, като пика е достигнат през 1967 г. – 63 ракети. След появата на по – модерни междуконтинентални балистични ракети на твърдо гориво в края на 60-те години на 20 век, Титан ІІ започва да остарява. Благодарение на изключително надеждната си конструкция и огромната мощ на термоядрения боеприпас W-53, както и на забележителната си точност, ракетата остава на въоръжение до 1987 г. Години след това, до 2003 г. различни модификации са използвани за полети с небоен товар.

## Титан GLV
Титан GLV е двустепенна американска ракета – носител с помощта, на която са изведени на орбита дванадесет космически кораба на САЩ от второ поколение – Джемини.

### Предназначение
Mасата на космическия кораб „Джемини“ (3760 кг.) превишава възможностите на тогавашните ракети-носители на САЩ и поради тази причина за носител е модифицирана по-мощната междуконтинентална балистична ракета с голям радиус на действие Титан ІІ. Ракетата е двустепенна с течно гориво и два двигателя за първата и един за втората степен, работещи с аерозин като гориво и диазотен тетраоксид като окислител. Ракетата има известни различия с базовата конструкция, основно свързани с безопасността. В носителя е монтирана система за диагностика и подобрена система срещу отказ на двигателите. Системата за управление на полета е дублирана, което повишава надеждността на целия ракетно – космически комплекс. Радиоуправлението е заменено с автоматична система за управление. Доработките на Титан ІІ са контролирани от USAF.

### Оператори

#### НАСА
НАСА е основен оператор на Титан GLV. Между 1964 и 1966 г. агенцията извежда на околоземна орбита 12 космически кораба от второ поколение, космическа програма Джемини – 2 автоматични и 10 пилотирани. Всички стартове са успешни.

#### USAF
USAF разработват своя пилотирана космическа програма – Пилотирана орбитална лаборатория, предназначена основно за събиране на разузнавателна информация. По тази програма е извършен един суборбитален космически полет. На 3 ноември 1966 г. ракетата – носител извежда космическия кораб Джемини 2 на суборбитална траектория без екипаж. Джемини 2 става първият космически апарат летял в космоса два пъти. В края на 60-те години на 20 век тази програма е закрита като безперспективна.

## Спецификация

### Първа степен
- Двигатели: 2 x LR-87
- Тяга: 1900 kN
- Специфичен импулс: 258 секунди
- Време за работа: 156 секунди
- Гориво: аерозин 50
- Окислител: диазотен тетраоксид

### Втора степен
- Двигател: LR-91
- Тяга: 445 kN
- Специфичен импулс: 316 секунди
- Време за работа: 180 секунди
- Гориво: аерозин 50
- Окислител: диазотен тетраоксид